# Offensive d'al-Hamad
Guerre civile syrienne
Batailles
L'offensive d'al-Hamad a lieu lors de la guerre civile syrienne. L'offensive, baptisée la bataille de Sarajna al-Jiyad par les rebelles, est lancée par l'Armée syrienne libre contre l'État islamique dans le désert de Syrie.

## Déroulement

Offensive des rebelles dans le désert syrien au cours des mois de mars et avril 2017.
Territoire contrôlé par le régime syrien et ses alliés
Territoire contrôlé par l'État islamique
Territoire contrôlé par le régime irakien et ses alliés
Territoire contrôlé par les rebelles
Territoire contrôlé par la Jordanie

Le 15 mars 2017, une offensive est lancée par les forces de l'Armée syrienne libre contre les djihadistes de l'État islamique, dans le désert d'al-Hamad, au sud de la Badiya, une zone désertique et peu peuplée, près des frontières avec la Jordanie et l'Irak,,. Pour cette offensive, les rebelles bénéficient d'aides acheminées par la Jordanie et sont soutenus par la Coalition menée par les États-Unis,. Basés à al-Tanaf, les différents groupes de l'ASL disposent alors d'environ 4 500 à 6 000 hommes dans la région,. L'État islamique occupe pour sa part différentes bases prises à l'armée syrienne. 
Au cours de l'offensive, les rebelles coupent les liens entre les différentes bases de l'EI pour pousser les djihadistes à battre en retraite. Ils s'emparent notamment le 27 mars de la ville de Bir Kassab, à une cinquantaine de kilomètres au sud-est de Damas, ainsi que d'une partie des pentes orientales des montagnes du Qalamoun,,. Le 30 mars, les chefs de l'ASL affirment qu'environ 250 kilomètres carrés de territoire ont été pris en seize jours de combats, mais que leurs gains sont le fruit de cinq à six mois d'opérations secrètes et d'embuscades. Les rebelles tentent ensuite de relier la poche du Qalamoun oriental à celle de la Badiya.
Le 8 avril 2017, les rebelles soutenus par les forces aériennes de la coalition repoussent une attaque menée par l'État islamique sur al-Tanaf avec au moins 30 inghimasi,,. Au moins deux hommes de Jaych Ossoud al-Charkiya sont tués lors de l'attaque.
Fin avril, la Force du Martyr Ahmed al-Abdo, Jaych Ossoud al-Charkiya et le Liwa Shuhada al-Qaryatayn relancent l'offensive afin de briser l'encerclement de la poche du Qalamoun oriental. Cependant la tentative échoue, l'État islamique lance une contre-attaque et reprend quelques positions rebelles.
Dans les derniers jours d'avril, les forces de Maghaweir Al-Thawrah opèrent quant à elles une percée vers le nord-est, pénètrent dans le gouvernorat de Deir ez-Zor et se rapprochent de Boukamal.
Cependant la progression des rebelles s'achève en mai, avec le début d'une offensive de l'armée arabe syrienne et des milices chiites pro-iraniennes, menée à la fois contre l'État islamique et contre l'Armée syrienne libre,,,.

## Pertes
Le 30 mars, Talas al-Salameh, le chef de Jaych Ossoud al-Charkiya affirme que 117 combattants de son groupe ont été tués lors de combats livrés contre l'État islamique au cours des derniers mois.